# الإرث (رواية)
الإرث هي إحدى روايات الروائية الأمريكية دانيال ستيل (بالإنجليزية: Legacy)‏ وهي من الروايات الرومانسية.

## نبذة قصيرة
تدور أحداث الرواية عن امرأة في الثامنة والثلاثين من عمرها، تخاف من حسم أمورها واتخاذ قرار سواء على صعيد حياتها الشخصية أو عملها وتفضل الحياة الآمنة على المغامرة لكن حياتها تتغير فجأة و تجد نفسها مضطرة إلى اتخاذ قرارات حاسمة ، وفي أثناء ذلك تطلب منها أمها المساعدة لمعرفة جذور العائلة حيث تكتشف أنها سليلة عائلة تمتد جذورها إلى الأرستقراطية الفرنسية و قبائل السيوكس الهندية.